# Riserva naturale Valle del Fiume Lao
La riserva naturale Valle del Fiume Lao è un'area naturale protetta situata nella provincia di Cosenza. La riserva occupa una superficie di 5.200,00 ettari all'interno del Parco nazionale del Pollino ed è stata istituita nel 1987.